# Cifrão
Cette page contient des caractères spéciaux ou non latins. S’ils s’affichent mal (▯, ?, etc.), consultez la page d’aide Unicode.

Symbole du cifrão

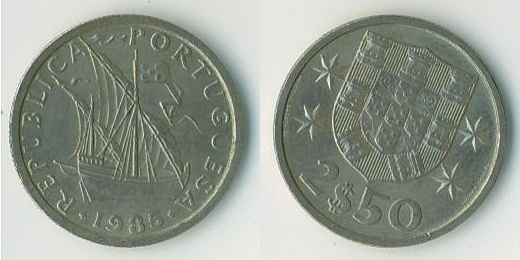
Escudo portugais

Le cifrão ({\displaystyle \mathrm {S} \!\!\!\Vert })  (abrégé un S barré deux fois, à ne pas confondre avec le dollar $) est le symbole de quatre monnaies dont deux sont encore en circulation : 
- l'ancienne monnaie du Portugal : l'escudo portugais (ISO 4217 : PTE) ; remplacé en 2002 par l'euro.
- l'ancienne monnaie du Timor oriental : l'escudo timorais (ISO 4217 : TPE) ; remplacé en 1976 par la roupie indonésienne.
- l'actuelle monnaie du Cap-Vert : l’escudo cap-verdien (ISO 4217 : CVE).
- l'actuelle monnaie du Brésil : le réal brésilien (ISO 4217 : BRL), bien que le signe officiel soit R$.